# Symphlebia palmeri
Symphlebia palmeri är en fjärilsart som beskrevs av Rothschild 1910. Symphlebia palmeri ingår i släktet Symphlebia och familjen björnspinnare. Inga underarter finns listade i Catalogue of Life.